# كتاب البقرة السماوية

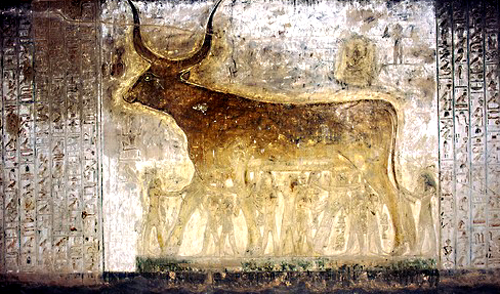
صورة البقرة نوت التي يدعمها ثمانية آلهة حح مع الإله شو في المنتصف ، كما تظهر في مقبرة الملك سيتي الأول

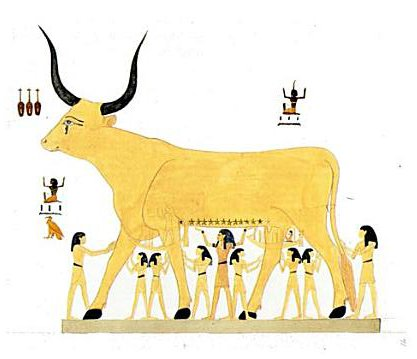
صورة أوضح لنفس الصورة السابقة

كتاب البقرة السماوية ، أو كتاب بقرة السماء، هو نص مصري قديم يعتقد أنه نشأ خلال فترة العمارنة، ويصف جزئياً أسباب الحالة غير المثالية للعالم والشرور الموجودة فيه من خلال تمرد البشرية ضد إله الشمس الأعلى رع. وقد فرضت العقوبة الإلهية على البشر من خلال الإلهة حتحور وكان على الناجين من العقوبة معاناة الانفصال عن رع الذي أصبح يقيم في السماء على ظهر نوت البقرة السماوية وليس على الأرض كما كان في السابق. مع هذا السقوط البشري والتمرد ضد الإله، جاءت المعاناة وغزا الموت العالم، مع حدوث كسر في وحدة الخلق الأصلية. فالإله الأعلى - رع - يتبدل شكله الآن إلى العديد من الأجسام السماوية، ويخلق «حقول الجنة» للأموات الأبرار، وربما يعين جب وريثاً له، ويسلم حكم البشرية إلى أوزير (حكم تحوت السماء في الليل كنائبه) مع شو وحح اللذان يدعمان السماء أو الإلهة نوت من السقوط على الأرض. وعلى الرغم من أن النص مسجل في عصر الدولة الحديثة فهو مكتوب باللغة المصرية الوسيطة، وبذلك فقد يكون قد كتب خلال فترة الدولة الوسطى.

## الوصف
يظهر كتاب البقرة السماوية على جدران مقابر الملوك سيتي الأول ورعمسيس الثاني ورعمسيس الثالث ورعمسيس السادس وتوت عنخ آمون. وقد تم اكتشاف كتاب البقرة السماوية لأول مرة في الضريح المذهب الخارجي الذي كانت بداخله مومياء الملك توت عنخ آمون في مقبرته. ومع ذلك، فإن النص كان غير مكتمل. ولكن لحسن الحظ، تم اكتشاف ثلاثة نسخ كاملة من النص القديم في مقابر سيتي الأول، رعمسيس الثاني، ورعمسيس الثالث. وتم العثور على كل نسخة من النصوص في غرفة تتفرع من حجرة الدفن مصممة خصيصا لنقش هذا الكتاب على جدرانها. لكن لم يكن لدى رعمسيس السادس غرفة فرعية مخصصة للكتاب، كما وجد وصف أقصر لكتاب البقرة السماوية مكتوباً على ورق البردي من فترة الرعامسة. وأوراق البردي تلك موجودة حاليا في متحف تورينو.

## الأصول
قد يكون الكتاب نشأ من قصة الفجر الموجودة في متون الأهرام، ولكن بحلول الدولة الحديثة تم تطوير الفكرة لشرح الموت والمعاناة في خلق الكمال. وقد تم النظر إلى العمل على أنه شكل من أشكال الثيوديسيا، والنص السحري لضمان صعود الملك إلى السماء. كما تم النظر إليه على أنه موضوعياً مماثل للنصوص الأكثر تطورا لتدمير أو إفناء البشرية في قصص بلاد ما بين النهرين والكتاب المقدس التي تتحدث عن الفيضانات الكبرى. وعهد أخناتون، ذلك الملك الذي حاول تحقيق قطيعة مع التقاليد الدينية القائمة قبله، وتمرد على عبادة الآلهة المصرية وعبد إلهاً واحداً هو الإله آتون، قد يكون مصدر إلهام للعمل كذلك في صورته النهائية.

## المحتويات
يتكون كتاب البقرة السماوية من 330 سطراً وينقسم لنصفين بواسطة صورة البقرة (التي تمثل السماء) وداعميها. ولا توجد فواصل مرئية في النص الفعلي للكتاب. ونتيجة لذلك لا توجد فواصل واضحة في النص تسمح بتقسيم واضح له لفصول أو ما شابهها. ومع ذلك، فقد اقترح علماء المصريات الذين فحصوا النص عن كثب تقسيماً فضفاضاً غير محكم للنص إلى أربعة أقسام، فيصف القسم الأول «تدمير البشرية»، وتمرد البشر وتجديفهم ضد الإله رع إله الشمس، الذي تشاور مع الآلهة الأخرى، وتم اختيار الإلهة حتحور من قبل رع، لتكون بمثابة «عين رع العنيفة» أو «عين رع الباطشة» التي كان عليها أن تنفذ العقاب الإلهي للبشرية (في صورة الإلهة سخمت)، وفعلت ذلك عن طريق ذبح المتمردين وجلب الموت والدمار للعالم، وتم إنقاذ الناجين من غضب رع المتمثل في حتحور أو سخمت عندما تحايل رع عليها عن طريق وضع مادة منومة في بيرة مصبوغة باللون الأحمر تشبه الدم البشري، والذي كانت تشربه سخمت بكل نهم، فأصبحت مخمورة ونامت ولم تقض على كل البشرية ، والجزء الأخير من النص يتعامل مع صعود رع للسماء، وخلق العالم الآخر، والميثولوجيا المحيطة بالبا (الروح).

## النشر
مع اكتشاف كتاب البقرة السماوية تم نشره للعديد من المرات على مر السنين لمناقشة محتويات النص.
- 1876 - نشر إدوارد نافيل بالإنجليزية وبالفرنسية ترجمات من نسخة كتاب البقرة السماوية من مقبرة سيتي الأول، وهي نسخ مفصلة لمحتويات النص القديم وكذلك أعطت الكثير من النظر عن كثب لكتاب البقرة السماوية.
- 1881 - ومع اكتشاف النص في مقبرة الملك رعمسيس الثالث نشر آخرون العديد من الكتب فيما يتعلق به؛ نشر هاينريش نسخة باللغة الألمانية (الأولى من نوعها)، وهذا الإصدار من الكتاب ترجم محتويات كتاب البقرة السماوية إلى الألمانية مع نظرة متفحصة على النص عموما.
- 1955 - ألكسندر بيانكوف نشر واحدة من الترجمات الأولى من كتاب البقرة السماوية التي فصّلت بشكل كبير قصة الخلق.
- 1983 - إريك هورنونغ فعل الشيء نفسه ولكن بمزيد من التفصيل، تشارلز مايستر، ألكسندر بيانكوف، وإريك هورنونغ ترجموا كل ما في كتاب البقرة السماوية في التفاصيل، وتشمل جميع صور النص الأصلي.
- 1988-1996 - ومن المساهمين الآخرين في المنشورات المتعلقة كتاب البقر السماوي أنتيونيو لوبريينو وجيمس ب. ألين، نشر لوبريينو كتاب الأدب المصري القديم في عام 1996، ويحتوي كتابه على مقالات من حوالي عشرين من علماء المصريات وهم يعرفون الخطاب الأدبي، وهو كتاب مكرس أساسا للتاريخ والأنواع التي تشمل اللغويات، والمميزات الأسلوبية، والعديد من الصور من مصر القديمة. القسم الذي يتناول على وجه التحديد كتاب البقرة السماوية هو قسم الأسطورة والقصص، فيستهلّ بتفاصيل حول ما هو السرد وكذلك كيفية تأثير الأسطورة عليه. كتاب جيمس ب. ألينس سفر التكوين في مصر: فلسفة الإبداع المصري القديم والنصوص التي نشرت في عام 1988، ويتكون من آلاف النصوص التي تناقش علم الكونيات في مصر القديمة. وهو يسلط الضوء على السؤال الذي تساءلته عقول علماء المصريات لسنوات طوسلة حول أصول العالم (الذي يتعامل معه قسم من كتاب بقرة السماوية).
- 2000 - كما نشر أنتوني سبالينغ ترجماته من كتاب البقرة السماوية التي أغرقت بشكل كبير في التفاصيل بشأن الكتاب كنص أسطورة وكذلك الفترة الزمنية الذي نشأ فيها.